# Bee Timor Leste
A Bee Timor-Leste (BTL, EP) é uma empresa estatal de propriedade do governo do Timor-Leste que atua no fornecimento de serviços de água e saneamento.
A empresa tem sede em Díli e exerce a sua atividade em todo o território nacional.

## Histórico
A BTL foi criada por meio do Decreto 41/2020, de 25 de setembro de 2020, com o objetivo de promover maior eficiência e sustentabilidade de políticas nacionais para água e saneamento. Bee significa água na língua tétum.
Com a sua criação, a Bee Timor-Leste sucedeu em todos os direitos e obrigações a Direção-Geral de Água e Saneamento do Ministério das Obras Públicas.

## Operações
O abastecimento de água de Díli é fornecido por seis grandes sistemas de abastecimento, juntamente com sistemas menores de bombeamento de águas subterrâneas. As duas principais linhas de transmissão são os sistemas Bemos e Mutudare/Lakoto.
O rio Bemos é a principal fonte de captação de água para o sistema hídrico de Díli. O rio Mutudare também é outra importante fonte de abastecimento.
Em abril de 2021, o sistema hídrico sofreu fortes danos provocados pelas enchentes no país em razão da passagem do ciclone Seroja.
Em outubro de 2022, o Banco Asiático de Desenvolvimento (BAD) e o Governo de Timor-Leste assinaram um contrato de empréstimo de US$ 127 milhões em empréstimos para melhoria no abastecimento de  água segura em Díli, onde vivem dois terços da população do país.